# Duttaphrynus
Genre
Duttaphrynus est un genre d'amphibiens de la famille des Bufonidae.

## Répartition
Les 27 espèces de ce genre se rencontrent en Asie et en Afrique de l'Est.

## Liste des espèces
Selon Amphibian Species of the World (15 septembre 2015) :
- Duttaphrynus atukoralei (Bogert & Senanayake, 1966)
- Duttaphrynus beddomii (Günther, 1876)
- Duttaphrynus brevirostris (Rao, 1937)
- Duttaphrynus chandai Das, Chetia, Dutta & Sengupta, 2013
- Duttaphrynus crocus (Wogan, Win, Thin, Lwin, Shein, Kyi & Tun, 2003)
- Duttaphrynus dhufarensis (Parker, 1931)
- Duttaphrynus himalayanus (Günther, 1864)
- Duttaphrynus hololius (Günther, 1876)
- Duttaphrynus kiphirensis (Mathew & Sen, 2009)
- Duttaphrynus kotagamai (Fernando & Dayawansa, 1994)
- Duttaphrynus mamitensis (Mathew & Sen, 2009)
- Duttaphrynus manipurensis (Mathew & Sen, 2009)
- Duttaphrynus melanostictus (Schneider, 1799)
- Duttaphrynus microtympanum (Boulenger, 1882)
- Duttaphrynus mizoramensis (Mathew & Sen, 2009)
- Duttaphrynus nagalandensis (Mathew & Sen, 2009)
- Duttaphrynus noellerti (Manamendra-Arachchi & Pethiyagoda, 1998)
- Duttaphrynus olivaceus (Blanford, 1874)
- Duttaphrynus parietalis (Boulenger, 1882)
- Duttaphrynus scaber (Schneider, 1799)
- Duttaphrynus silentvalleyensis (Pillai, 1981)
- Duttaphrynus stomaticus (Lütken, 1864)
- Duttaphrynus stuarti (Smith, 1929)
- Duttaphrynus sumatranus (Peters, 1871)
- Duttaphrynus totol (Ohler, 2010)
- Duttaphrynus valhallae (Meade-Waldo, 1909)
- Duttaphrynus wokhaensis (Mathew & Sen, 2009)

## Étymologie
Le nom de ce genre est formé à partir de Dutta, en l'honneur de Sushil Kumar Dutta, et du mot grec phrynos, le crapaud.

## Publication originale
- Frost, Grant, Faivovich, Bain, Haas, Haddad, de Sá, Channing, Wilkinson, Donnellan, Raxworthy, Campbell, Blotto, Moler, Drewes, Nussbaum, Lynch, Green & Wheeler, 2006 : The amphibian tree of life. Bulletin of the American Museum of Natural History, no 297, p. 1-371 (texte intégral).